# Toni (pel·lícula)
Toni és una pel·lícula dramàtica dirigida per Jean Renoir l'any 1935, amb els personatges principals interpretats per Charles Blavette, Celia Montalván, Jenny Hélia i Eduard Delmont.
Podem situar aquest film a l'època del Front Popular, època en la qual també va realitzar Una partida de camp uns anys més tard. Tot i dividir el seu cinema en períodes, el realisme poètic francès sempre és present a les obres de Renoir. Tot i no tractar-se d'una de les pel·lícules més famoses de Renoir, va rebre bones crítques, ja que juntament amb La regla del joc, Renoir va potenciar la relació amb el cine i ell mateix. Utilitza els avatars socials per posar en evidència les veritats morals, el realisme per a ell és experimentar i provar la permanència dels problemes dels homes.

## Argument
Toni és la narració d'una història criminal, el protagonista treballa com a picapedrer a Provença que viu a casa de la Marie, una jove que està profundament enamorada d'ell. Aquest amor, però, no és correspòs, ja que ell estima a Josefa que a la vegada és desitjada pel cap del protagonista, l'Albert.

## Personatges
- Charles Blavette: Toni
- Celia Montalván: Josefa
- Édouard Delmont: Fernand
- Max Dalban: Albert
- Jenny Hélia: Marie
- Michel Kovachevitch: Sebastian[5]